# Reazione di Feulgen

La reazione di Feulgen  è una metodologia di colorazione istochimica per evidenziare il DNA su sezioni di tessuto preparate per la microscopia ottica.
La colorazione di Feulgen è stata sviluppata nel 1924 dal chimico e fisiologo tedesco Robert Feulgen. 
In particolare consente di osservare i cromosomi al microscopio ottico; è  particolarmente utile quando questi sono in forma politenica. Le bande di colore rosato che poi compaiono corrispondono ai geni, e le bande chiare alle regioni intergeniche.
Si utilizza l'acido cloridrico e il reattivo di Schiff per colorare il DNA in rosso magenta, mentre non colora l'RNA. La metodica è quindi utile per differenziare il DNA dal RNA, che sono entrambi basofili.

## Principio
L'acido cloridrico separa dalla molecola di DNA le basi puriniche.
Il deossiribosio libero in ambiente acido si trasforma in aldeide, ed i gruppi aldeidici sono quindi evidenziabili con l'uso del reattivo di Schiff.
L'RNA non reagisce in quanto la presenza di un -OH sul carbonio 2 del ribosio impedisce l'idrolisi dello zucchero ad opera dell'acido cloridrico.